# Ллевеллин, Уильям
Сэр Сэмюэль Генри Уильям Ллевеллин (англ. Samuel Henry William Llewellyn; 1 декабря 1858 года, Лондон, Великобритания — 28 января 1941 года, там же) — английский художник; с 1928 по 1938 годы — президент Королевской академии художеств.

## Биография
Родился в 1858 году в Лондоне, в Великобритании.
С 1928 по 1938 годы был избран президентом Королевской академии художеств. Работал в жанре портретной живописи и пейзажа. Широко известны его портреты супруги короля Георга V королевы Марии Текской и других сановных особ.
Скончался в 1941 году и захоронен в соборе святого Павла в Лондоне.